# Resolutie 1565 Veiligheidsraad Verenigde Naties
Resolutie 1565 van de Veiligheidsraad van de Verenigde Naties werd unaniem door de VN-Veiligheidsraad aangenomen op 1 oktober 2004 en verlengde het mandaat van de MONUC-vredesmacht in de Democratische Republiek Congo met een half jaar en autoriseerde een versterking met 5900 manschappen.

## Achtergrond
In 1994 braken in de Democratische Republiek Congo etnische onlusten uit die onder meer werden veroorzaakt door de vluchtelingenstroom uit de buurlanden Rwanda en Burundi. In 1997 beëindigden rebellen de lange dictatuur van Mobutu en werd Kabila de nieuwe president. In 1998 escaleerde de burgeroorlog toen andere rebellen Kabila probeerden te verjagen. Zij zagen zich gesteund door Rwanda en Oeganda. Toen hij in 2001 omkwam bij een mislukte staatsgreep werd hij opgevolgd door zijn zoon. Onder buitenlandse druk werd afgesproken verkiezingen te houden die plaatsvonden in 2006 en gewonnen werden door Kabila. Intussen zijn nog steeds rebellen actief in het oosten van Congo en blijft de situatie er gespannen.

## Inhoud

### Waarnemingen
De vijandelijkheden in het oosten van de Democratische Republiek Congo bleven aanhouden en gepaard gaan met grove mensenrechtenschendingen. Alle partijen waren mee verantwoordelijk voor de veiligheid van de bevolking.

### Handelingen
De Veiligheidsraad verlengde de MONUC-vredesmacht tot 31 maart 2005.
De secretaris-generaal werd gevraagd snel bijkomende troepen in te zetten. De Raad autoriseerde ook de versterking van de vredesmacht met 5900 man, waaronder 341 politieagenten. MONUC moest onder meer:
- Belangrijke gebieden bewaken,
- De bevolking en hulpverleners beschermen,
- Toezien op de uitvoering van paragraaf °20 van resolutie 1493[1],
- Wapens die deze maatregelen schenden in beslag nemen,
- De bewegingen van gewapende groepen en buitenlandse troepen waarnemen,
- Overheidsinstellingen en functionarissen van de overgangsregering beschermen en mee de orde handhaven,
- Bijdragen aan de vrijwillige terugkeer van vluchtelingen,
- Bijdragen aan de ontwapening van de strijders,
- Bijdragen aan de verkiezingen.

De Veiligheidsraad was erg bezorgd om de beschuldigingen van seksueel misbruik en wangedrag van het MONUC-personeel. De secretaris-generaal werd gevraagd deze te onderzoeken en gepaste actie te ondernemen.

## Verwante resoluties
- Resolutie 1552 Veiligheidsraad Verenigde Naties
- Resolutie 1555 Veiligheidsraad Verenigde Naties
- Resolutie 1592 Veiligheidsraad Verenigde Naties (2005)
- Resolutie 1596 Veiligheidsraad Verenigde Naties (2005)

Lijst ·  1522 ·  1523 ·  1524 ·  1525 ·  1526 ·  1527 ·  1528 ·  1529 ·  1530 ·  1531 ·  1532 ·  1533 ·  1534 ·  1535 ·  1536 ·  1537 ·  1538 ·  1539 ·  1540 ·  1541 ·  1542 ·  1543 ·  1544 ·  1545 ·  1546 ·  1547 ·  1548 ·  1549 ·  1550 ·  1551 ·  1552 ·  1553 ·  1554 ·  1555 ·  1556 ·  1557 ·  1558 ·  1559 ·  1560 ·  1561 ·  1562 ·  1563 ·  1564 ·  1565 ·  1566 ·  1567 ·  1568 ·  1569 ·  1570 ·  1571 ·  1572 ·  1573 ·  1574 ·  1575 ·  1576 ·  1577 ·  1578 ·  1579 ·  1580